# Дружба (дендропарк, Лозова)
Дру́жба — дендрологічний парк місцевого значення в Україні. Об'єкт природно-заповідного фонду Харківської області. 
Розташований у південній частині міста Лозова Харківської області.
Перші зелені насадження були закладені в 1930-х роках на південно-східній околиці міста Лозова. Після Другої світової війни парк відновлювали місцеві жителі, висаджуючи десятки тисяч дерев і кущів. 
Парк був задуманий як рекреаційна зона для відпочинку місцевих жителів і культивації декоративних деревних порід
Площа — 51,5 га, хоча первісно планувалося 150 га. Статус присвоєно згідно з рішенням облради від 27.06.2000 року. Перебуває у віданні: Відділ житлово-комунального господарства та будівництва міської ради м. Лозова. 
Статус присвоєно для збереження дендропарку, в якому зростає майже 40 тисяч кущів і 10 тисяч декоративних порід дерев.

## Галерея

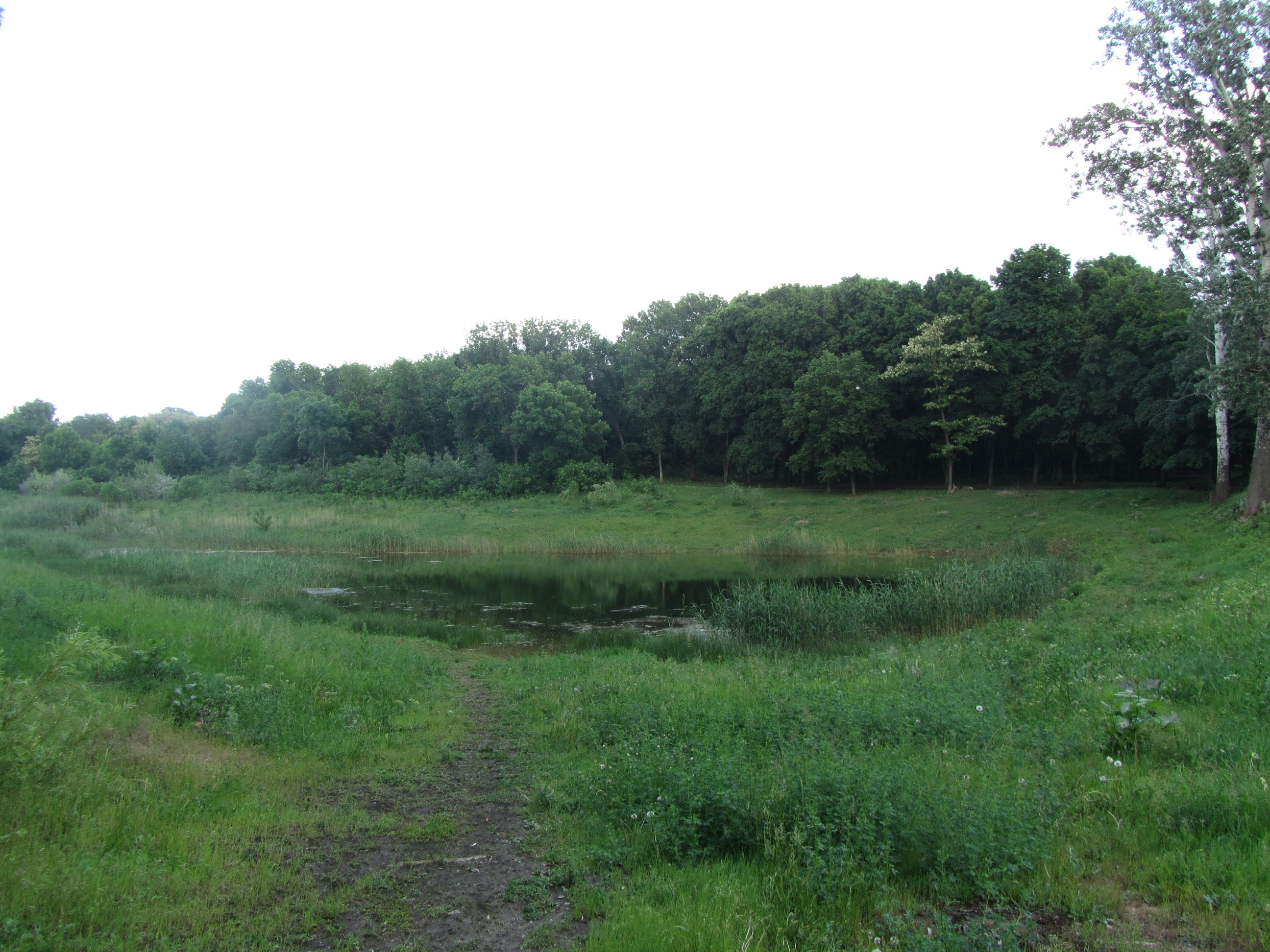
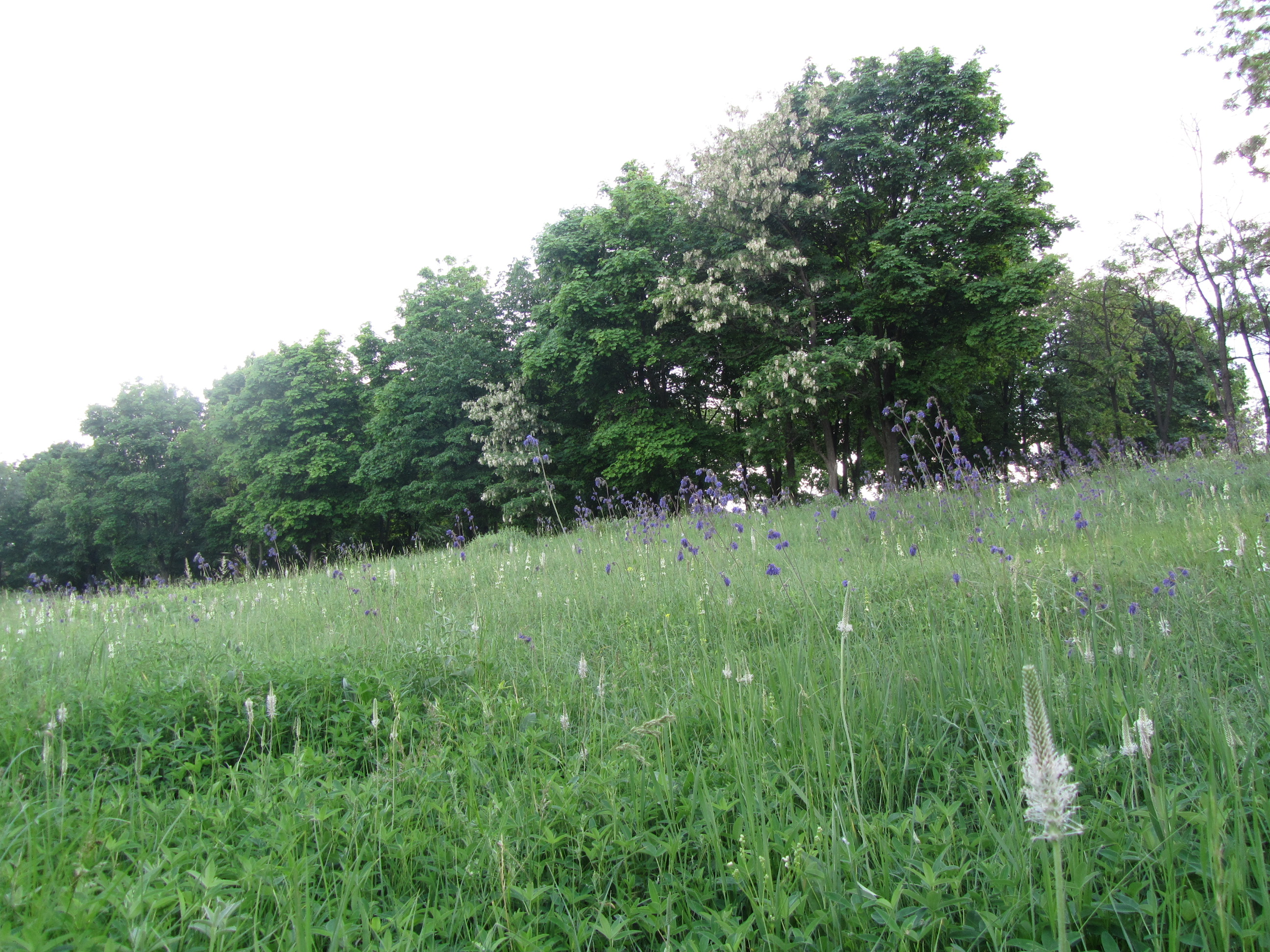
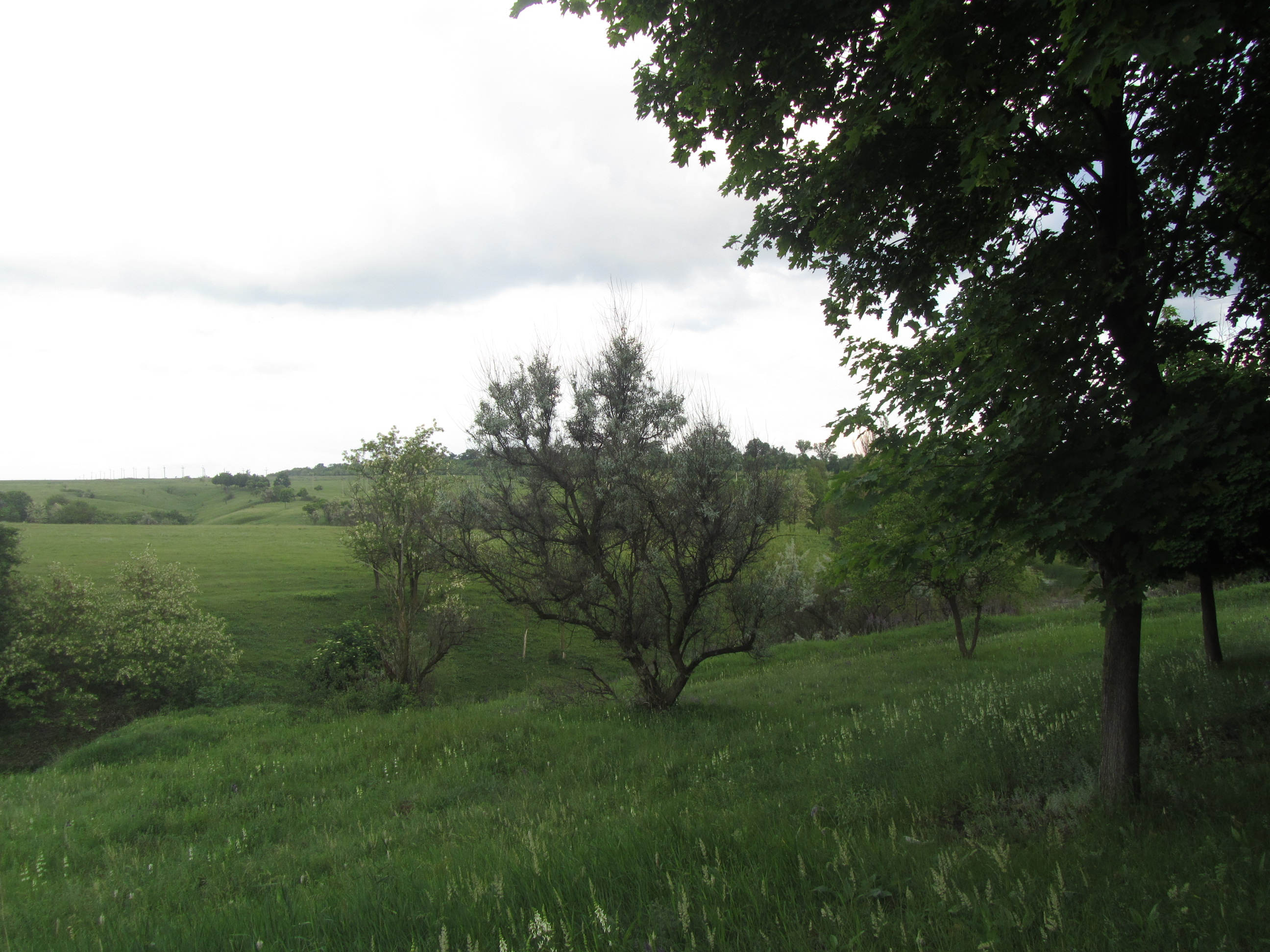
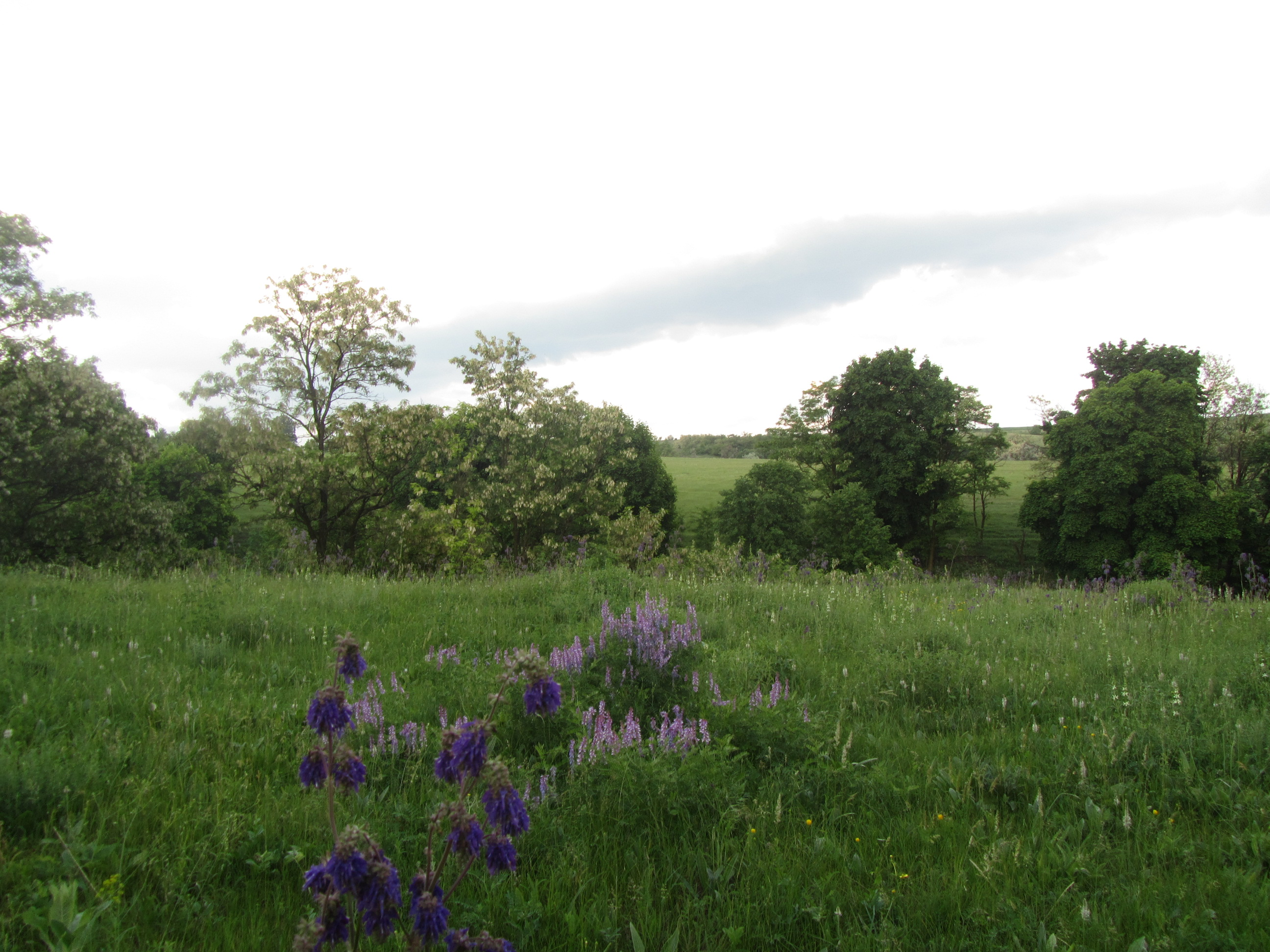
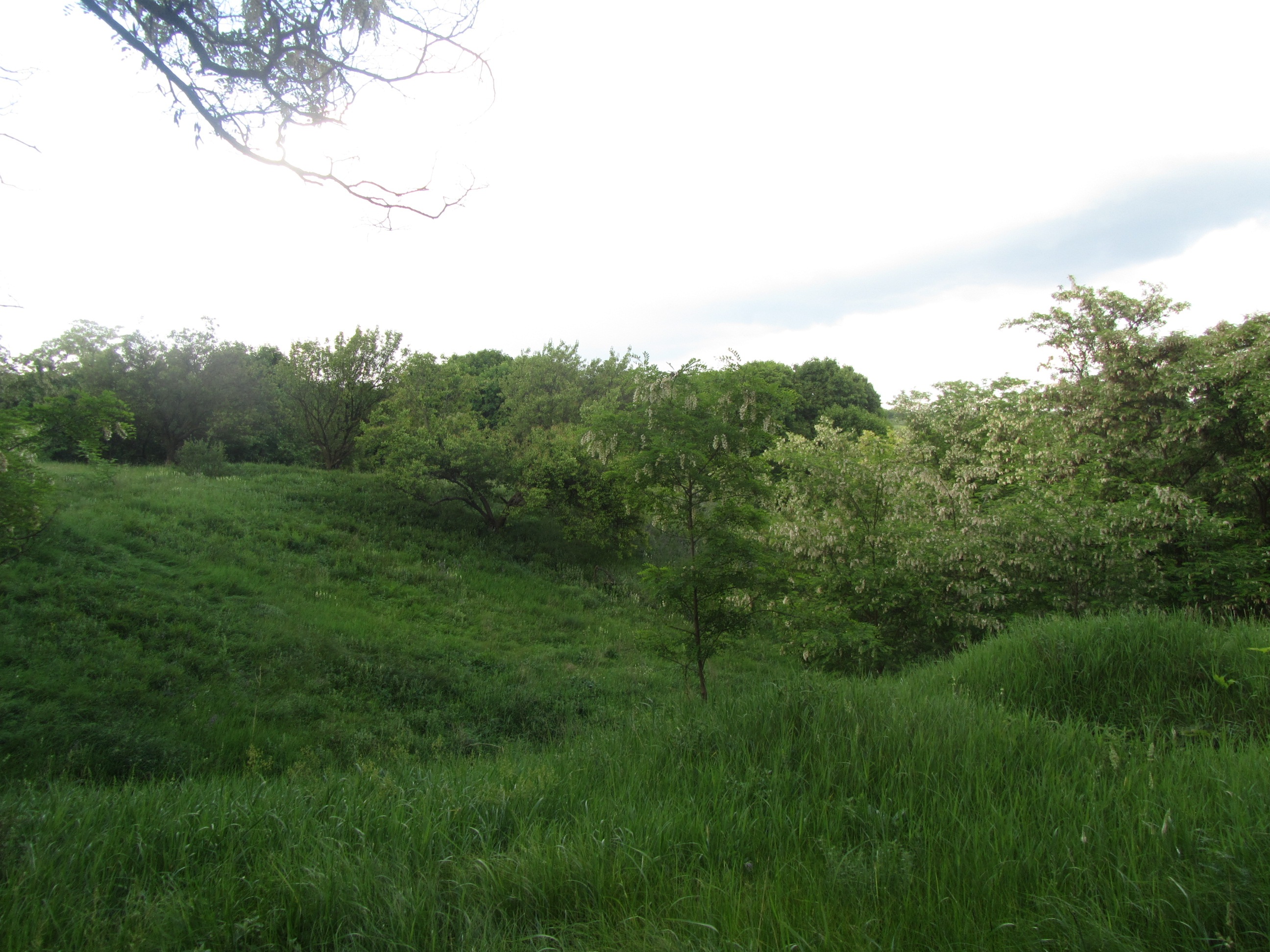
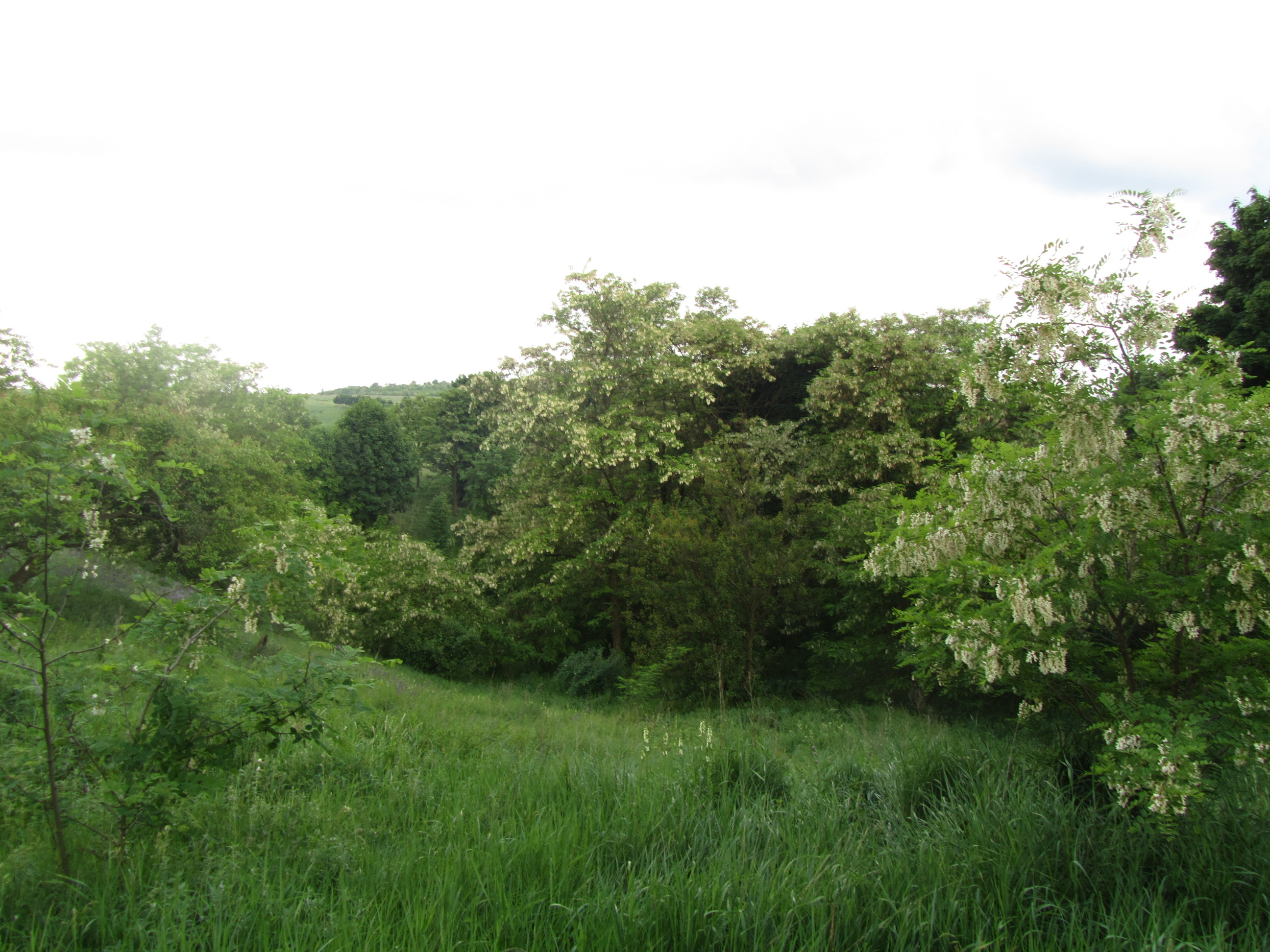
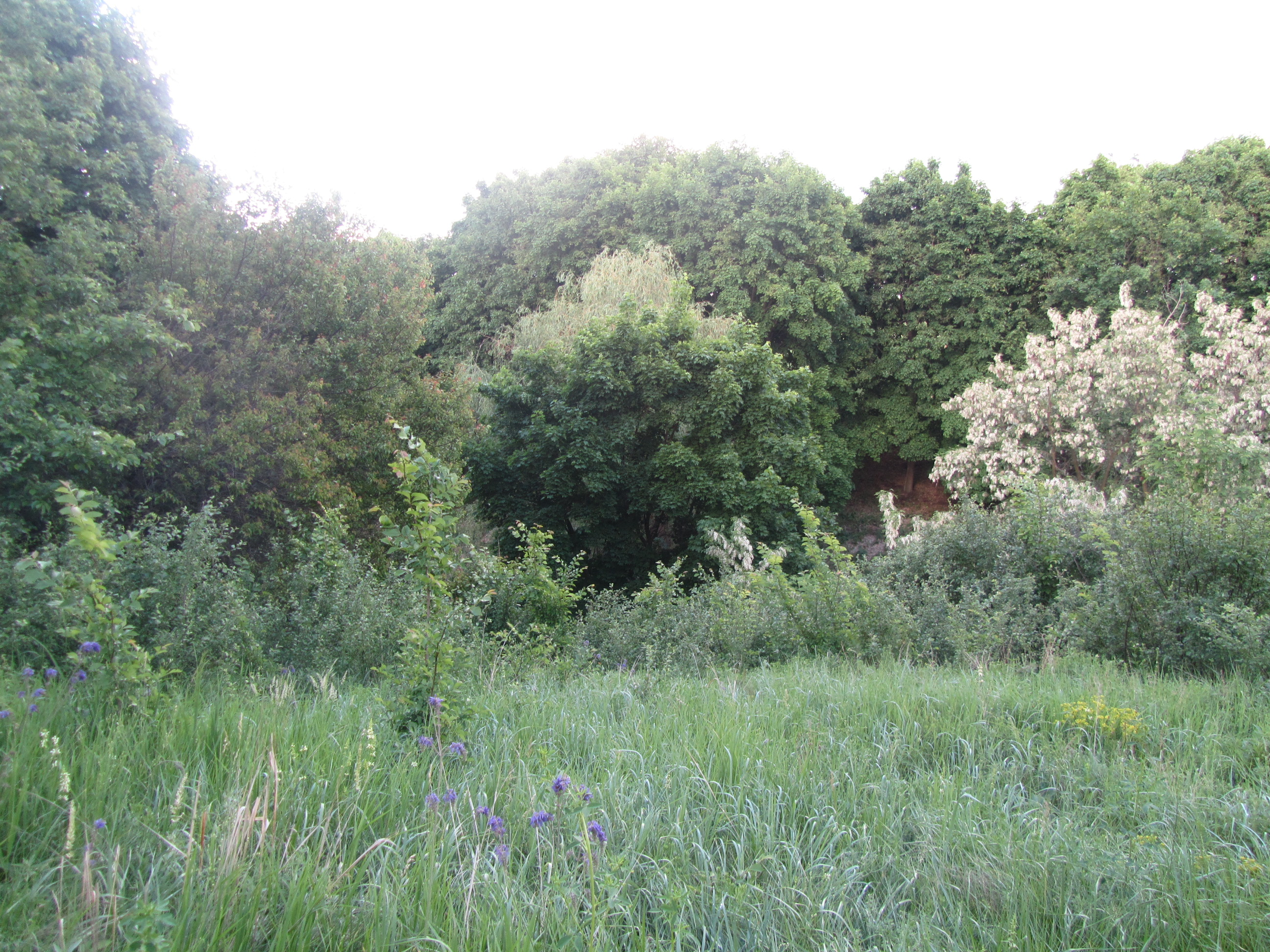
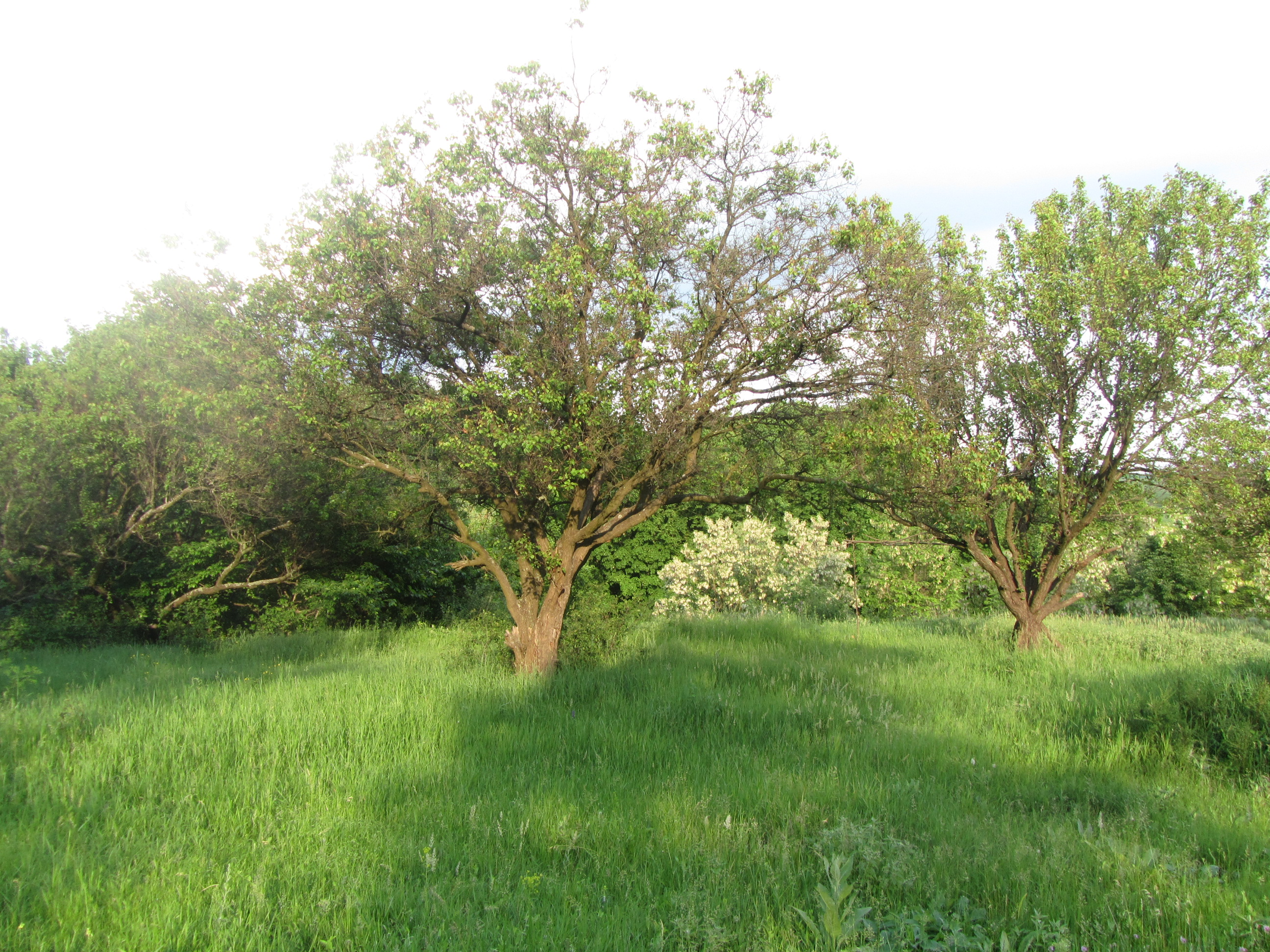
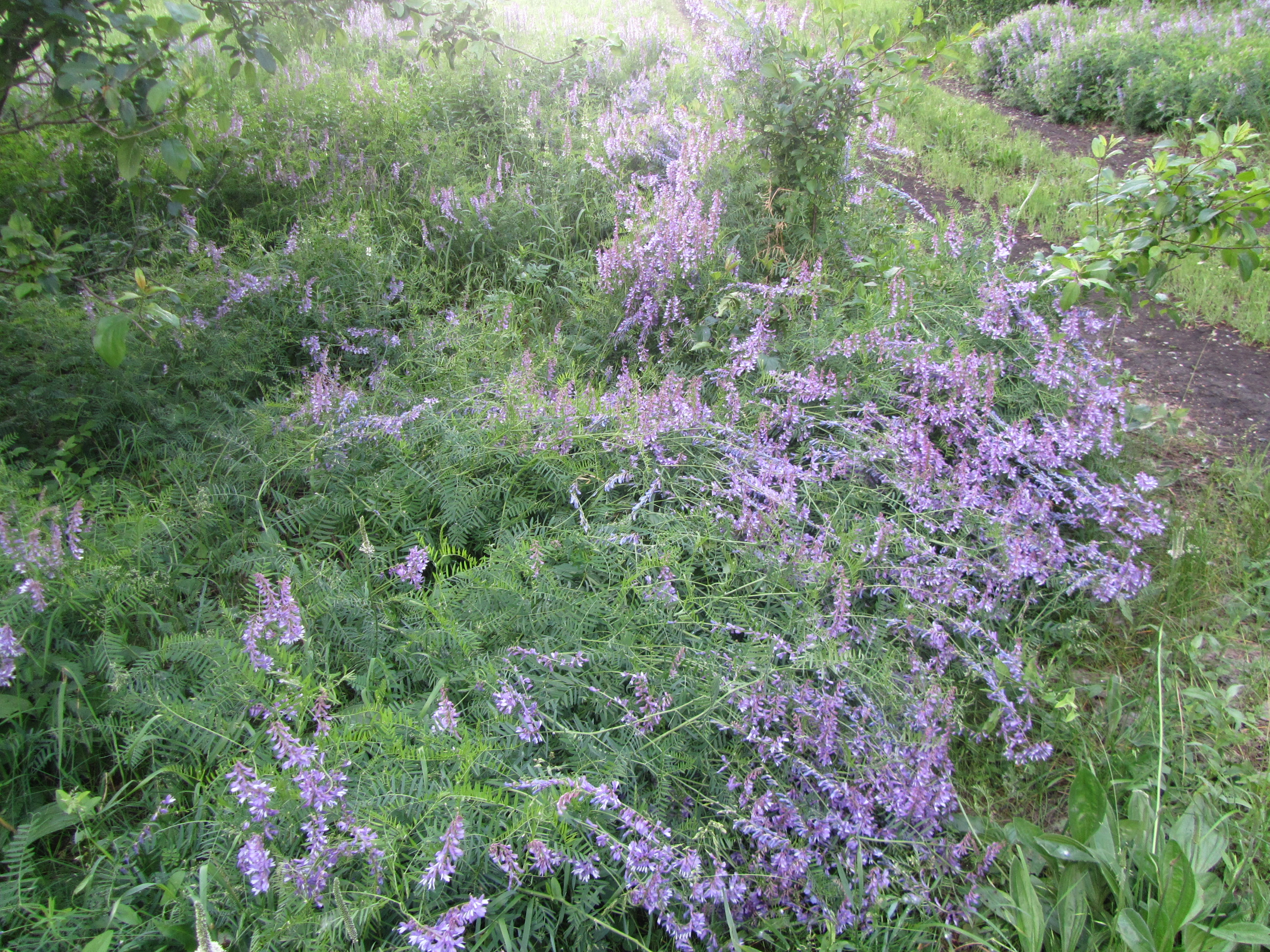
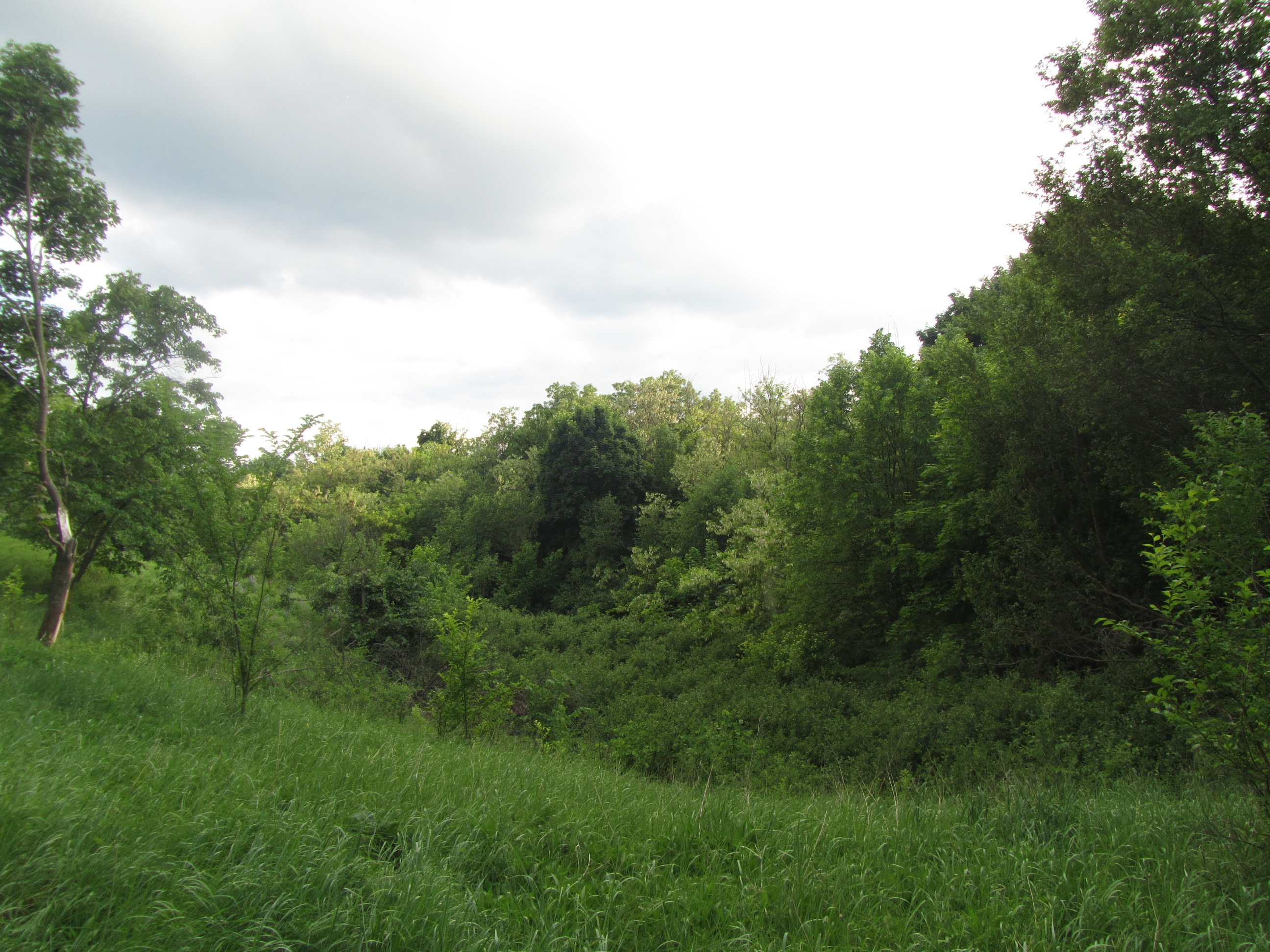
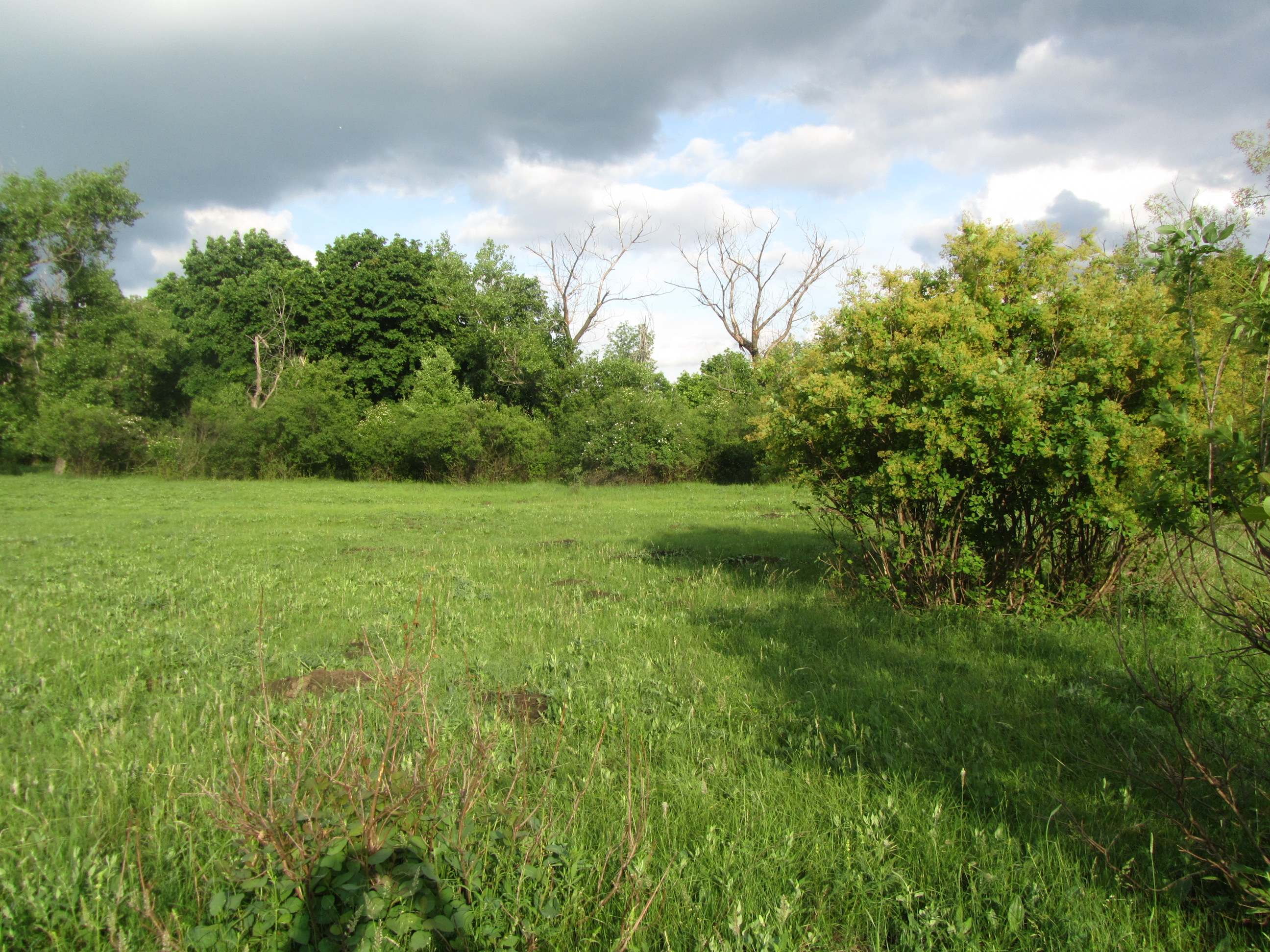
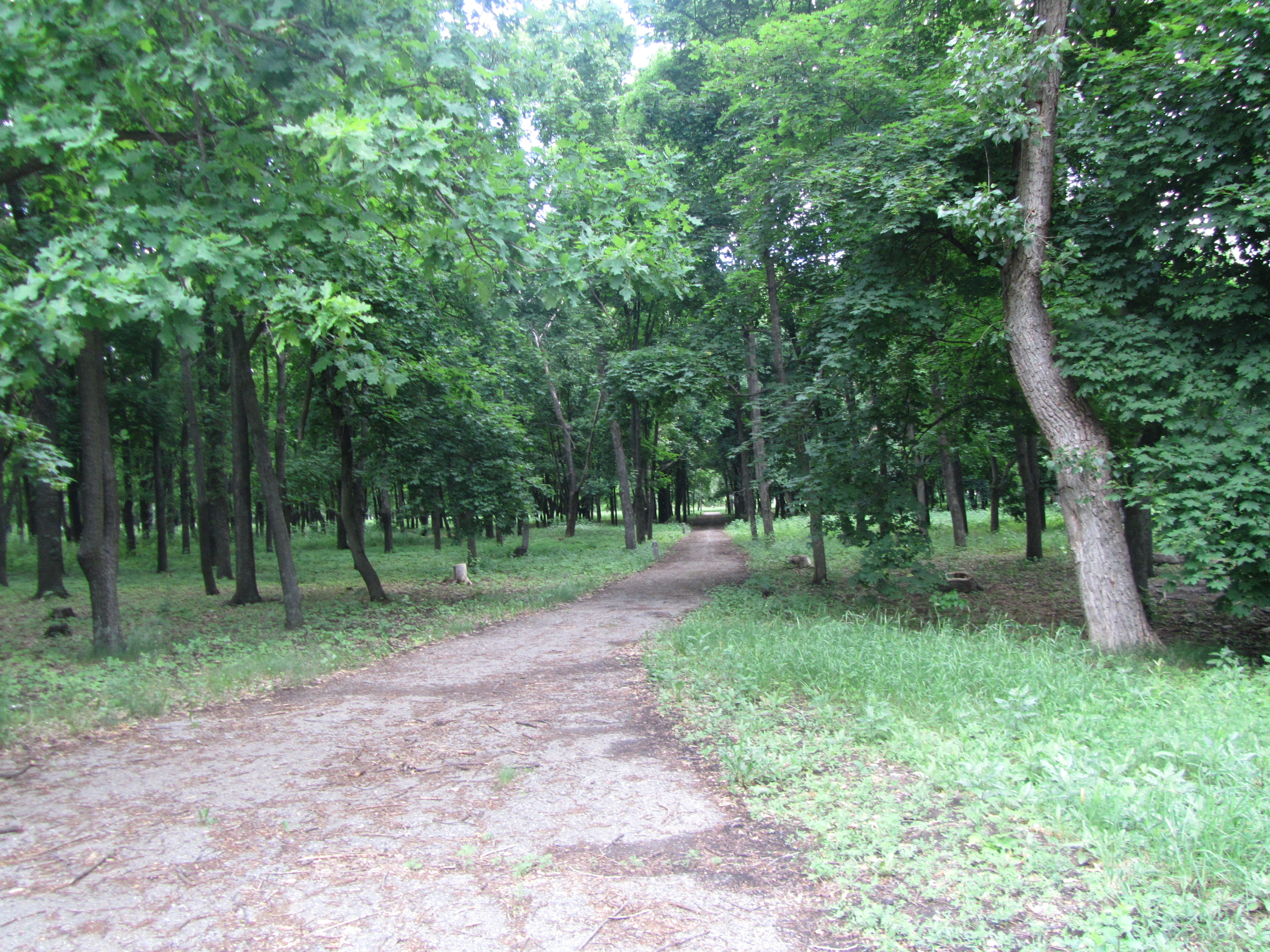
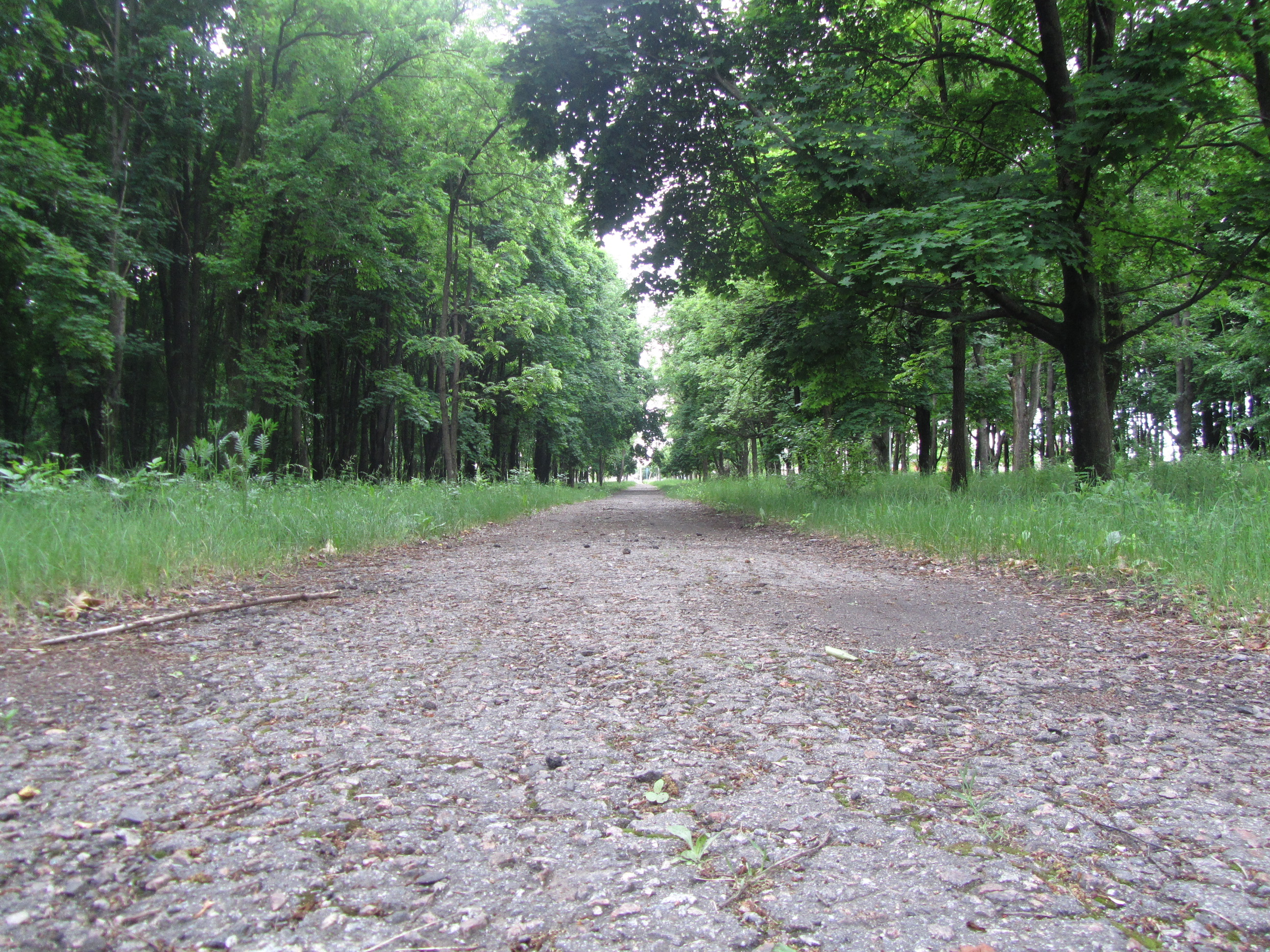
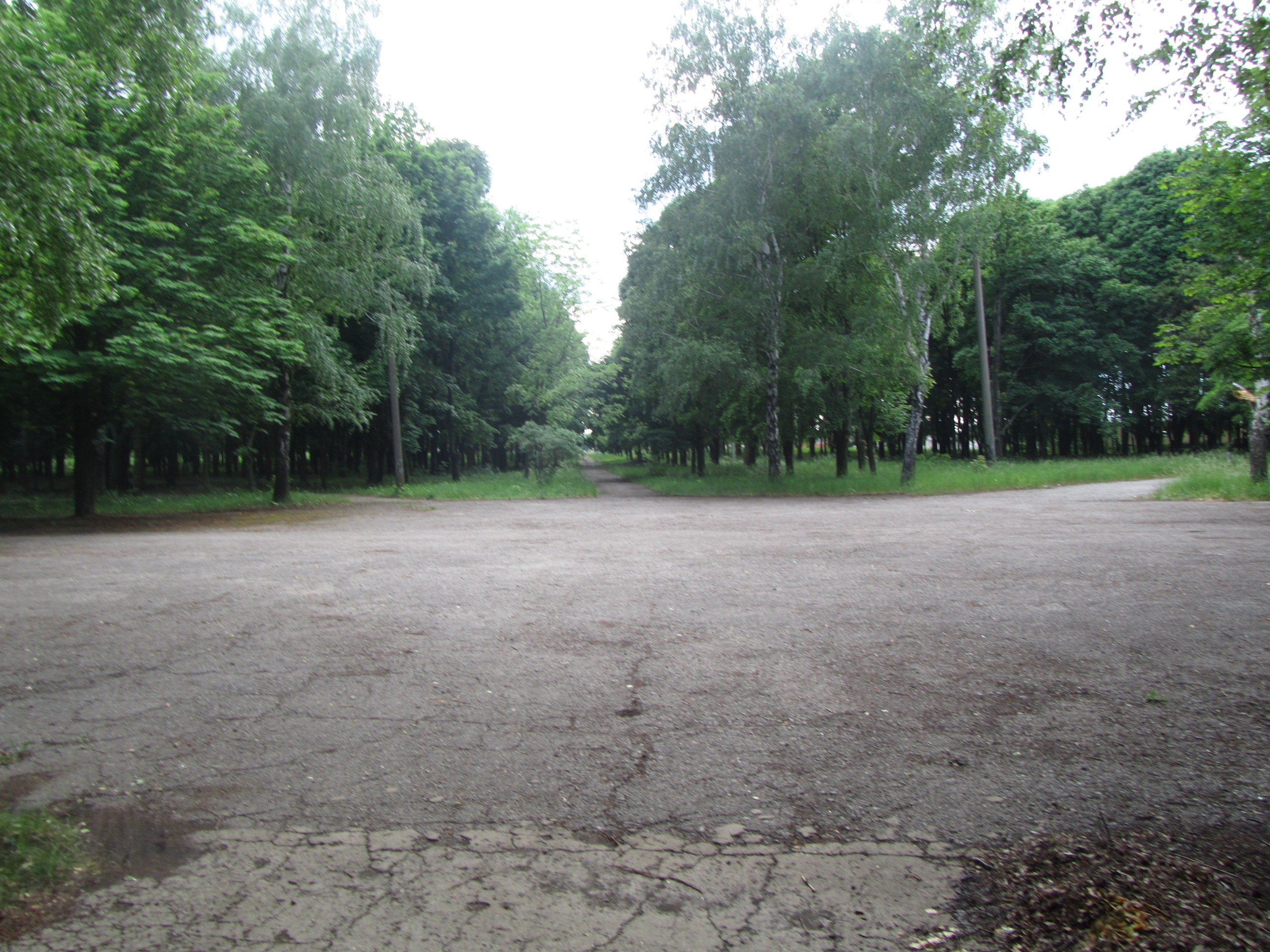

## Біорізноманіття
Основні види дерев і кущів: в'яз, дуб, береза, бузина, абрикос, верба, груша, шовковиця, каштан, липа, глід, горіх, клен, тополя, ялина, а також інші декоративні та плодові види